# Гирлянда из малышей
«Гирлянда из малышей» — советский мультипликационный фильм, первый из серии «Обезьянки». Это единственный мультфильм, в котором сами обезьянки выступают исключительно как второстепенные персонажи, а не как главные герои.

## Сюжет
Молодая воспитательница детского сада выводит на прогулку в парк группу из семи малышей, каждый из которых держится рукой за верёвку. Вредная ворона хочет отобрать у детей верёвку и пытается тянуть её назад, но воспитательница не даёт вороне сделать это.
Воспитательница видит книжный киоск, и при виде дефицитных книг (а именно: «А. С. Пушкин „Сказки“», «М. Твен „Том Сойер“», «А. Дюма „Три мушкетёра“», «Г. Остер „Легенды и мифы Лаврового переулка“» и «Р. Стивенсон „Остров сокровищ“») забывается настолько, что не замечает, как её подопечные заходят в тир. Обнаружив это, она вытаскивает малышей из тира.
Сидя на лавочке, воспитательница самозабвенно читает книгу «Остров сокровищ», а дети гуляют вокруг дерева, держась за верёвку, завязанную узлом с бантиком в кольцо. Однако ненадёжный узел развязывается, и дети уходят куда-то по прямой. Дойдя до белой стены, они начинают на ней рисовать. Нарисовав дворника, поливающего прохожего вместо цветов, они проходят в зоопарк, благодаря рассеянности бабушки-контролёра, решившей, что всю группу хочет провести мужчина в берете. Первым они встречают жирафа, у которого проходят между ног. Тот, глядя им вслед, теряет чувство равновесия и падает.
Тем временем воспитательница замечает исчезновение детей и бросается по их следам. Злая контролёрша, как вратарь, пытается остановить взбудораженную безбилетницу, но безрезультатно.
Дети проходят насквозь клетку с обезьянками; их мама задремала… Обезьянки вклиниваются в колонну, но очень быстро мама выцепляет их оттуда. Продолжая путь, дети разоряют клумбу, сорвав по одному цветку. Проходя насквозь клетку с бегемотом, они кладут цветы ему в пасть. Бегемот с удовольствием съедает угощение.
Тем временем девушка продолжает свои суматошные поиски. Семейка обезьянок показывает ей, куда удалились дети. Воспитательница видит из-за угла кусок верёвки, радостно начинает его тянуть, но это оказывается хвост жёлтого слонёнка.
Между тем, малыши заходят в террариум. Выходят они оттуда, держась уже не за верёвку, а за удава. Та самая вредная ворона опять пытается тянуть процессию назад, но получает удар хвостом змеи и отлетает в дерево. Дети, поняв, что они держат в руках, быстро возвращаются в здание и меняют змею обратно на свою верёвку.
Девушка видит «знакомый» кусок верёвки, торчащий из надувного бассейна белого медведя, и дёргает его, но это оказывается пробка. Вода сливается, смущённый медведь, прикрывшись сдувшимся бассейном, скачет прочь. Девушка в отчаянии и грусти присаживается на камень, а в это время, незамеченные ею, прямо за её спиной проходят малыши.
Ворона предпринимает третью попытку нападения, и на этот раз всё-таки отбирает у детей верёвку. Потеряв «связующее звено», малыши испугались, заревели во все свои голоса. Воспитательница, услышав громкий плач малышей, бросилась к ним на помощь. По их крикам она сразу находит их и выясняет причину детского расстройства. Увидев, как глупая ворона запуталась в верёвке, малыши перестают плакать и начинают смеяться. Воспитательница забирает у вороны верёвку и возвращает её детям. Потом она велит детям крепко взяться за верёвочку и ведёт их обратно в детский сад.
Группа благополучно возвращается, а обезьянкам происшествие настолько понравилось, что они теперь тоже решили гулять колонной, держась за мамин хвост, вместо верёвки. Обезьянки и малыши замахали руками на прощание.

## Создатели
| автор сценария             | Григорий Остер                                                                                 |
| кинорежиссёры              | Майя Мирошкина, Леонид Шварцман                                                                |
| художник-постановщик       | Леонид Шварцман                                                                                |
| кинооператор               | Михаил Друян                                                                                   |
| музыка                     | Андрея Макаревича, Александра Кутикова, Александра Зайцева исполняет ансамбль «Машина времени» |
| звукооператор              | Владимир Кутузов                                                                               |
| художники-мультипликаторы: | Марина Восканьянц, Александр Горленко, Виолетта Колесникова, Олег Комаров, Александр Мазаев    |
| художники:                 | Анна Атаманова, Алла Горева, В. Максимович, Сергей Маракасов, Вера Харитонова                  |
| ассистент режиссёра        | Татьяна Домбровская                                                                            |
| монтажёр                   | В. Лаэв                                                                                        |
| редактор                   | Раиса Фричинская                                                                               |
| директор съёмочной группы  | Любовь Бутырина                                                                                |

## Награды
- 1983 Фильм получил приз «За лучший детский фильм» на XIV международном фестивале анимационных фильмов в Тампере (Финляндия)[1].